# Afrique Football
Afrique Football est un magazine international de football, spécialisé sur le football africain, fondé en 1987. Le site internet d'Afrique Football est lancé en 2013.

## Le magazine
Le premier numéro d'Afrique Football paraît en février 1988, au format magazine, en couleur, avec en couverture Rabah Madjer.  

## L'Étoile d'or d'Afrique Football
L'Étoile d'or d'Afrique Football est le Trophée d'Afrique Football récompensant le "Meilleur footballeur africain de l'année", depuis 1991.
Le jury de L'Étoile d'or d'Afrique Football est composé d'un journaliste sportif dans chacun des pays membres de la Confédération africaine de football et du Directeur de la rédaction d'Afrique Football.
| Liste des vainqueurs de L'Étoile d'or d'Afrique Football,     |
| ------------------------------------------------------------- |
| 1991 : Abedi Pelé (Ghana, Olympique de Marseille)             |
| 1992 : Abedi Pelé (Ghana, Olympique de Marseille)             |
| 1993 : Rashidi Yekini (Nigeria, Vitória de Setúbal)           |
| 1994 : Emmanuel Amunike (Nigeria, Sporting Clube de Portugal) |
| 1995 : George Weah (Liberia, Milan AC)                        |
| 1996 : Nwankwo Kanu (Nigeria, Inter Milan)                    |
| 1997 : Victor Ikpeba (Nigeria, AS Monaco)                     |
| 1998 : Mustapha Hadji (Maroc, Deportivo La Corogne)           |
| 1999 : Nwankwo Kanu (Nigeria, Arsenal FC)                     |
| 2000 : Patrick Mboma (Cameroun, Parme Calcio 1913)            |
| 2001 : El Hadji Diouf (Sénégal, RC Lens)                      |
| 2002 : El Hadji Diouf (Sénégal, Liverpool FC)                 |
| 2003 : Samuel Eto'o (Cameroun, RCD Majorque)                  |